# Iconografie
Iconografie is een deelwetenschap van de kunstgeschiedenis.

## Definitie
De iconografie houdt het bestuderen en beschrijven in van onderwerpen uit de beeldende kunst.

Iconografie als woord is afgeleid van de Griekse woorden 'εικων' en 'γραφειν', die respectievelijk 'beeld' en 'schrijven' betekenen. Letterlijk is iconografie dus beeldbeschrijven. Dit is ook het voornaamste dat in de iconografie gedaan wordt: het aanzicht van een kunstwerk beschrijven en soms dateren en toeschrijven aan een kunstenaar.
De iconografie gaat in op de diepere en voor leken verborgen betekenis van het onderwerp en de details van een kunstwerk. Dit kan gaan om duidelijk aanwezige voorstellingen zoals 'die man aan het kruis is Christus', maar ook om kleinere verwijzingen die expliciet door de kunstenaar zijn aangebracht of tijd- en plaatsgebonden verwijzingen. Een bekend voorbeeld hiervan is het afbeelden van een hond (zoals in het Portret van Giovanni Arnolfini en zijn vrouw), waarbij de hond symbool staat voor trouw tussen de echtelieden. Volgens sommigen is dit een iconografische interpretatie. 

## Drie stappen in een iconografische beschrijving
1. De pre-iconografische beschrijving: in deze fase worden slechts de objecten in een kunstwerk beschreven.
2. De iconografische beschrijving: in deze fase wordt het onderwerp van het kunstwerk gezocht, de objecten worden met elkaar in verband gebracht. Een eerste stap is gedaan door Andrea Alciato in 1531. In 1593 publiceerde Cesare Ripa zijn Iconologia, tien jaar later gevolgd door een uitgave met 684 begrippen en 150 illustraties. Het boek had onmiddellijk succes in Italië en er verscheen in 1644 een uitgave in het Nederlands en het Frans. Een groot deel van Vondels werk is zonder deze bron voor de allegorie niet te begrijpen, de ornamentiek van het Amsterdamse stadhuis is geheel aan Ripa ontleend.[1] Ook de Allegorie op de schilderkunst van Johannes Vermeer en het meeste werk van Gerard de Lairesse leunt sterk op de Iconologia.
3. De iconografische interpretatie: in deze fase wordt er nagegaan of de voorstelling een diepere betekenis heeft die expliciet door de kunstenaar wordt bedoeld.

De iconografie is in de 20e eeuw sterk ontwikkeld. Met name zijn er verschillende iconografische systemen ontwikkeld. In Nederland werd in de jaren 1950 aan de universiteit van Leiden bijvoorbeeld Iconclass bedacht door de hoogleraar en directeur van het prentenkabinet Henri van de Waal, dit systeem is later ondergebracht bij het Rijksbureau voor Kunsthistorische Documentatie.

## Een omstreden vierde stap
De kunsthistoricus Erwin Panofsky (1892-1961) heeft hier nog een vierde beschrijvingsfase aan toegevoegd, volgens velen echter behoort deze niet tot de iconografie, maar de iconologie. Eigenlijk is dit een deelvraag van de derde vraag van het voorgaande schema, het is namelijk de vraag naar de diepere, cultuurhistorische, betekenis die níet expliciet door de kunstenaar is bedoeld.
Het werk van Ernst Gombrich heeft een grote invloed gehad op de ontwikkeling van de iconologie. Belangrijke titel is Symbolic images (1972).
In Nederland ligt de bakermat van het iconologisch onderzoek in Utrecht. De Utrechtse leerstoel voor iconologie is achtereenvolgens bekleed door Louis Grondijs (1878-1961), Godefridus Johannes Hoogewerff(1884-1963), William Heckscher (1904-1999), Jan Emmens (1924-1971), Eddy de Jongh (geb. 1931) en Jeroen Stumpel.

## Iconografie in de geografie
Geografen en kunsthistorici die landschappen op schilderwerken bestuderen, kennen aan iconografie een andere betekenis toe: zie Jean Gottmann. In de culturele geografie is iconografie de interpretatie van het landschap als drager van betekenissen en symbolen. Bij de interpretatie van landschappen wordt dan gebruikgemaakt van de expertise van kunsthistorici en semiologen om de symbolische lading van een landschap te analyseren.